# Herpetogramma vacheri
Herpetogramma vacheri là một loài bướm đêm trong họ Crambidae.